# Gondang Manis (Bandar Kedung Mulyo)
Gondang Manis is een bestuurslaag in het regentschap Jombang van de provincie Oost-Java, Indonesië. Gondang Manis telt 4255 inwoners (volkstelling 2010).